# Break the Rules
Break the Rules ist ein Lied der britischen Sängerin Charli xcx, das auf ihrem zweiten Studioalbum Sucker (2014) veröffentlicht wurde und am 26. August 2014 als zweite Single des Albums erschien.

## Komposition
Break the Rules ist ein Electronic- und Alternative-Rock-Song, der von einem "treibenden" Synth-Pop-Groove bewegt wird. Der Song ist in der Tonart Es-Dur in dem Tempo von 124 Schlägen pro Minute geschrieben. Break the Rules folgt einer Akkordfolge von C5-B ♭ 5-A ♭ 5-E ♭ 5-F5, und Charlis Vokale von B♭3 zu C5.

## Musikvideo
Das Musikvideo zu Break the Rules wurde von Marc Klasfeld inszeniert und am 25. August 2014 auf YouTube veröffentlicht. Das Video wurde während des Unterrichts in einer High School in Los Angeles gefilmt und zeigt Schülerinnen, die Regeln der Schule brechen und anschließend auf einen Ball gehen. Laut Charli bezieht sich das Video auf Filme wie Carrie (1976), The Craft (1996) und Jawbreaker (1999). Es enthält eine Cameo von der Schauspielerin Rose McGowan aus Jawbreaker, die als Schulleiterin auftritt.

## Titelliste
- Download

1. Break the Rules – 3:23

- Download – Remixes

1. Break the Rules (Tiësto Remix) – 4:25
2. Break the Rules (ODESZA Remix) – 4:00
3. Break the Rules (Broods Remix) – 2:52

- CD-Version

1. Break the Rules – 3:23
2. Break the Rules (Tiësto Remix) – 4:25

- Australische CD-Version

1. Break the Rules – 3:23
2. Break the Rules (Tiësto Remix) – 4:25
3. Break the Rules (ODESZA Remix) – 4:00
4. Break the Rules (Broods Remix) – 2:52
5. Boom Clap – 2:49

## Kommerzieller Erfolg

### Chartplatzierungen
In Deutschland erreichte das Lied Platz 65 der Jahrescharts von 2015.
| ChartsChartplatzierungen       | Höchstplatzierung | Wochen |
| ------------------------------ | ----------------- | ------ |
| Deutschland (GfK)              | 4 (17 Wo.)        | 17     |
| Österreich (Ö3)                | 6 (16 Wo.)        | 16     |
| Schweiz (IFPI)                 | 13 (12 Wo.)       | 12     |
| Vereinigte Staaten (Billboard) | 91 (3 Wo.)        | 3      |
| Vereinigtes Königreich (OCC)   | 35 (3 Wo.)        | 3      |

| ChartsJahrescharts (2015) | Platzierung |
| ------------------------- | ----------- |
| Deutschland (GfK)         | 65          |
| Österreich (Ö3)           | 57          |

### Auszeichnungen für Musikverkäufe
| Land/Region                  | Auszeichnungen für Musikverkäufe (Land/Region, Auszeichnung, Verkäufe) | Verkäufe  |
| ---------------------------- | ---------------------------------------------------------------------- | --------- |
| Australien (ARIA)            | Platin                                                                 | 70.000    |
| Deutschland (BVMI)           | Gold                                                                   | 200.000   |
| Frankreich (SNEP)            | —                                                                      | 27.900    |
| Kanada (MC)                  | Gold                                                                   | 40.000    |
| Neuseeland (RMNZ)            | Gold                                                                   | 7.500     |
| Vereinigte Staaten (RIAA)    | Gold                                                                   | 500.000   |
| Vereinigtes Königreich (BPI) | Silber                                                                 | 200.000   |
| Insgesamt                    | 1× Silber · 4× Gold · 1× Platin ·                                      | 1.045.400 |

Hauptartikel: Charli xcx/Auszeichnungen für Musikverkäufe